# مانتلیسور
مانتلیسور (نام علمی: Mantellisaurus) نام یک سرده از راسته پرنده‌کفلان است.